# Neottia tenuis
Neottia tenuis är en orkidéart som först beskrevs av John Lindley, och fick sitt nu gällande namn av Dariusz Lucjan Szlachetko. Neottia tenuis ingår i släktet näströtter, och familjen orkidéer. Inga underarter finns listade i Catalogue of Life.